# LightDM
LightDM (Light Display Manager) ist ein Display Manager. LightDM ist mit 5.000 Zeilen Programmcode weniger komplex als GDM mit 50.000 Zeilen. Trotzdem stellt er fast die gleiche Funktionalität wie GDM bereit. Die kleinere Codebasis ist einfacher zu warten, kann leichter an neue Anforderungen angepasst werden, und die Ausführungsgeschwindigkeit ist wesentlich höher. Die Designziele sind:
- schnell: der Display Manager sollte sich nicht in einer längeren Startup-Zeit des Systems niederschlagen.
- ausfallsicher: Ausnahmesituationen werden behandelt.
- manipulationssicher: Benutzer mit unerwünschten Absichten haben keine Chance.
- flexibel: viele Anwendungsszenarien werden unterstützt.
- erweiterbar: seltene Anwendungsszenarien können durch Plug-ins unterstützt werden.
- einfach: die Konfiguration soll einfach sein, und die Codebasis einfach zu verstehen und zu ändern.

LightDM trennt die Kernfunktionen wie beispielsweise den Zugriff auf das ConsoleKit oder das Energiemanagement klar von der Benutzerschnittstelle, dem sogenannten „Greeter“. In LightDM kann man mit einem Aufwand von wenigen Tagen eine neue Benutzerschnittstelle implementieren. LightDM kann mit mehreren Benutzerschnittstellen gleichzeitig umgehen, womit es einfach wird mit neuen Ideen zu experimentieren, und es ermöglicht z. B. einer Distribution einfach ein spezifisches Aussehen zu konfigurieren. Es existieren u. a. Benutzerschnittstellen auf Basis von WebKit, Qt, GTK+ und KDE Plasma.
Die einfache Codebasis und die einfache Konfiguration waren die Hauptgründe, dass LightDM der voreingestellte X-Display-Manager ab Ubuntu und Xubuntu 11.10 wurde. Auch in Lubuntu hat er ab 12.04 den bisher verwendeten LXDM abgelöst und bei Kubuntu löste er mit Version 12.10 den KDE-eigenen KDM ab.

## VerfügbareGreeter
| LightDM Greeter Entwicklung              | LightDM Greeter Entwicklung                                                                                         | LightDM Greeter Entwicklung | LightDM Greeter Entwicklung |
| Name                                     | Hauptmerkmal | Version                     | Webseite                    |
| ---------------------------------------- | --- | --------------------------- | --------------------------- |
| GTK+ Greeter                             | Referenz-Implementierung in GTK+, Lubuntu-Standard, Xubuntu-Standard                                                | 1.5.2                       | launchpad.net               |
| KDE Greeter                              | Plasma-Integration, Kubuntu-Standard                                                                                | 0.3.2.1                     | quickgit.kde.org            |
| Razor Greeter                            | Leichtgewichtig (nur Qt), für Razor-qt                                                                              | 0.5.2                       | razor-qt.org                |
| Unity Greeter                            | Ubuntu-Standard | 13.04.1                     | launchpad.net               |
| Nicht weiter entwickelte LightDM Greeter | |                             |                             |
| Name                                     | Hauptmerkmal | Version                     | Webseite                    |
| Crowd Greeter                            | Demonstration eines OpenGL-basierten Greeters                                                                       | 0.0.2                       | launchpad.net               |
| GTK+ Builder Greeter                     | Alternative Implementierung von LXDE für GTK+ basierend auf GtkBuilder mit WYSIWYG-Theme-Bearbeitung mittels Glade. | 0.2.0                       | sourceforge.net             |
| Qt Greeter                               | Referenz-Implementierung in Qt                                                                                      | —                           | launchpad.net               |
| WebKit Greeter                           | Einfaches Themen | 0.1.2                       | launchpad.net               |